# Rekiceli vízesés
A rekiceli (havasrekettyei) vízesés (Cascada Răchițele), melyet románul még Vălul Mireseinek is neveznek (magyar jelentése menyasszony fátyla) Havasrekettye település körzetében, Meregyó községben, Kolozs megye területén található.

## A vízesésről
A vízesés 1000 méter magasságban található, magassága 30 méter, a víz két lépcsőzeten keresztül jut el a vízesés felső részéből az alsóba. A vízesés alján egy 10 méter széles meder található, melyből aztán a víz tovább kígyózik lefele patakként a faluig.
A vízesés a környék egyik látványosságának számít, melyet minden évszakban látogatnak. Télen főleg a jégmászók számára közkedvelt célpont, mivel a befagyott víz kiváló pályaként szolgál számukra.
A legenda szerint egy menyasszony leesett a meredek sziklákról és szörnyethalt, ellenben a fátyla fennakadt egy sziklán. A násznép ott megsiratta őt, és könnyükből keletkezett a vízesés. Azonban a nevét valószínűleg annak köszönheti, hogy formája hasonlít a menyasszonyi fátylakhoz, és a vize fehéren pompázik főleg a felső lépcsőzete felett.

## Fordítás
Ez a szócikk részben vagy egészben  a   Cascada Răchițele című román Wikipédia-szócikk ezen változatának fordításán alapul.  Az eredeti cikk szerkesztőit annak laptörténete sorolja fel. Ez a jelzés csupán a megfogalmazás eredetét és a szerzői jogokat jelzi, nem szolgál a cikkben szereplő információk forrásmegjelöléseként.